# Arquipélago dos Abrolhos
Arquipélago dos Abrolhos är öar i Brasilien.   De ligger i delstaten Bahia, i den sydöstra delen av landet, 1 000 km öster om huvudstaden Brasília.